# Luckan

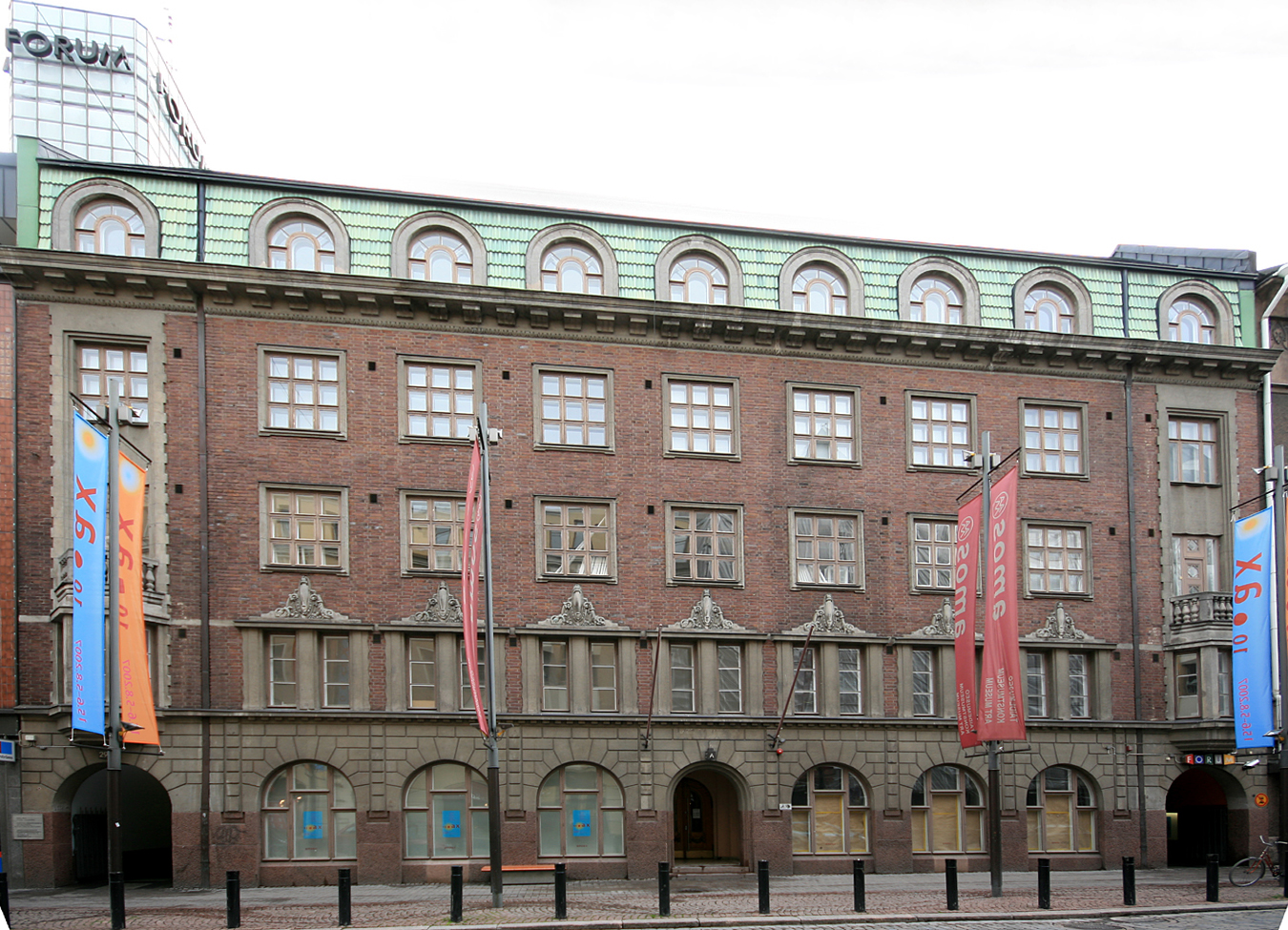
Sedan 2019 verkar Luckan i Helsingfors på adressen Georgsgatan 27. Huset i fråga har tidigare fungerat som Amos Andersons konstmuseums lokaler.

Luckan är ett antal finlandssvenska informations- och kulturcentra. Luckan finns i tolv kommuner i Finland: Borgå, Helsingfors, Karleby, Kaskö, Kristinestad, Kyrkslätt, Närpes, Raseborg (Karis), Tammerfors, Uleåborg och Åbo.
Det svenska informations- och kulturcentret LUCKAN grundades i april 1992 på initiativ av Nylands svenska landskapsförbund och Mellannylandprojektet. Syftet var att skapa en finlandssvensk service- och träffpunkt för att betjäna de svensk- och tvåspråkiga med aktuell information om vad som sker på svenska i Nyland. Namnet myntades av att Luckan till en början var en informationslucka intill Svenska teaterns biljettlucka i foajén.
Servicepunkten utvecklades efter kundernas behov och år 1998 flyttade LUCKAN till större utrymmen i Glaspalatset och utökade utbudet med biljettförsäljning, tidningshörna och kunddatorer.
I december 2000 blev LUCKAN en självständig enhet när Föreningen Luckan r.f. grundades. Organisationerna som bildade Luckan var Sydkustens landskapsförbund, Svenska Studieförbundet, Samfundet Folkhälsan, Föreningen Konstsamfundet och Svenska kulturfonden.
År 2004 flyttade helsingforsfilialen till Forumkvarteret, Simonsgatan 8, Helsingfors. I början av 2019 flyttade organisationen inom samma kvarter till Amos Andersons konstmuseums tidigare, större utrymmen på Georgsgatan.
Luckans verksamheter består idag av samhälleliga och kulturella samarbeten och strävanden, utvecklande och upprätthållande av finlandssvenska databaser samt som arbetspart i olika sociala aktiviteter och pedagogiska och / eller kulturella utvecklingsprogram för stat, kommun och EU. Luckan producerar, koordinerar och stödjer finlandssvensk kultur i och utanför Finland.